# Яйківський заказник
Я́йківський зака́зник — ботанічний заказник загальнодержавного значення в Україні. Розташований на захід від села Осмолоди Рожнятівського району Івано-Франківської області, на схилах гори Яйко-Перегінське, що в гірському масиві Ґорґани. 

Площа 263 га. Створений 1974 року. Перебуває у віданні ДП «Осмолодське лісове господарство». 

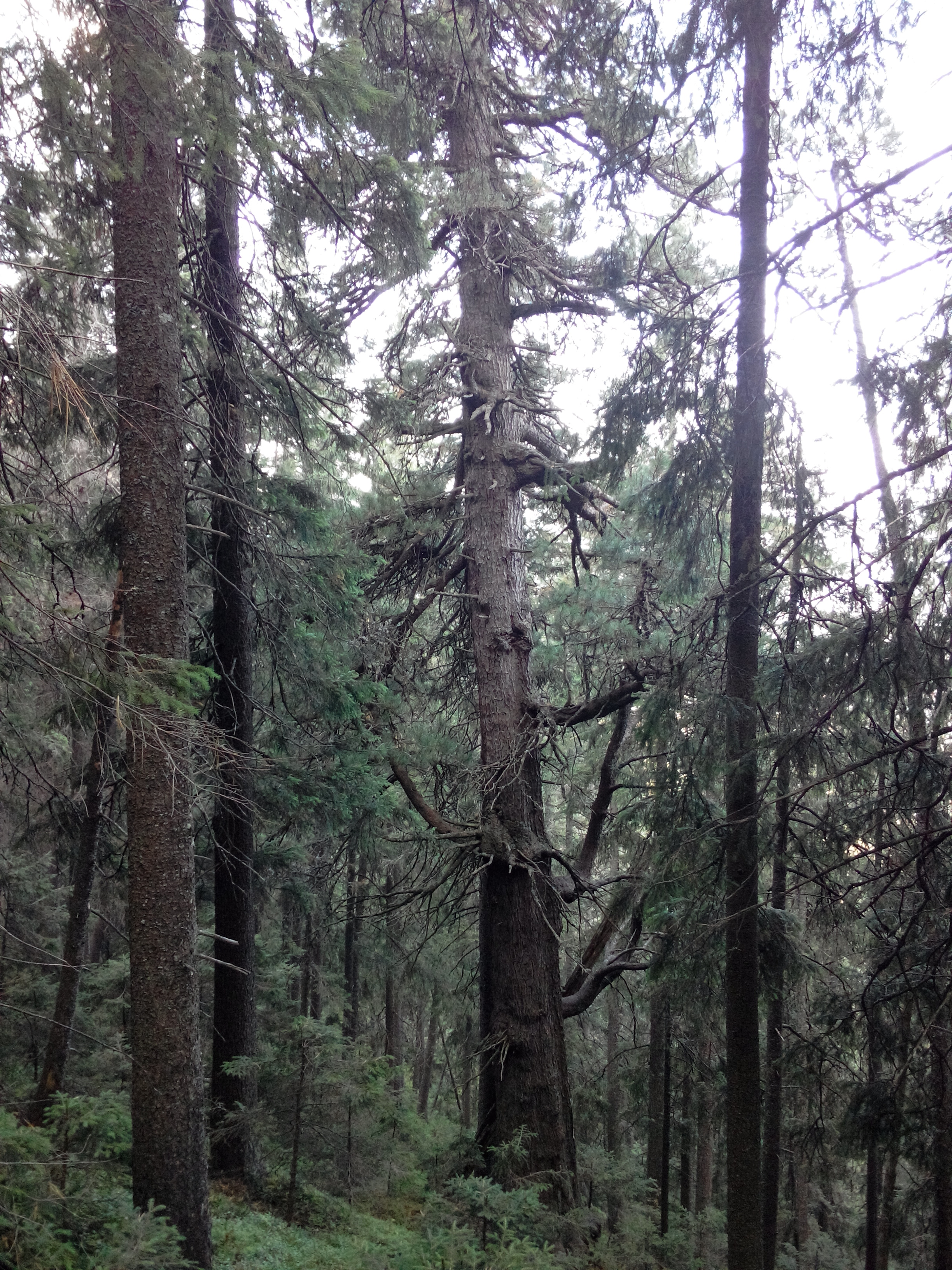
Кедр-велетень: вигляд від схилу

Заказник створено для охорони лісового ландшафту пралісів. На гірських схилах (у межах висот 900–1600 м над рівнем моря) охороняється найбільший в Україні реліктовий масив сосни кедрової європейської (збереглася з раннього голоцену), занесеної до Червоної книги України. Переважають вологі й сирі кедрово-ялинові субори з чорницево-моховим покривом. На кам'яних осипищах (у місцях, де немає ґрунтового покрову) зростає криволісся сосни гірської. 
У заказнику багатий тваринний світ: трапляються сарна європейська, ведмідь бурий, вовк, рись, кіт лісовий, куниця лісова; з птахів поширені: глухар, шишкар ялиновий, горіхівка, омелюх. Є лісонасіннєва ділянка.

## Цікавинки
У заказнику росте кедр-велетень. До дерева прив'язано інформаційну таблицю в рамках проекту Rufford/Peace Corps Ukraine/Карпатські стежки та встановлено дороговкази з боку траверсної екостежки. Довжина окружності — 310 см на рівні 1 м від землі. Дереву понад 500 років. 
Вік підтверджує Платон Третяк у праці «Хроніки Осмолодської пущі» (с.24): «Тут деякі кедри віком 100-600 років мали висоту 28 м і діаметр на рівні грудей 1 м». 
Богдан Лучаковський (засновник об'єднання українських лісівників в діаспорі) зазначає, що в резерваті «Яйце» ростуть найстаріші в Європі кедри, деякі з яких у діаметрі мають 130 см, відповідно є старшими за 500 років.
На північно-східному схилі виявлено дерево модрини в кількості 2 екземплярів. Довжина окружності більшого ~ 200 см. 

## Історія

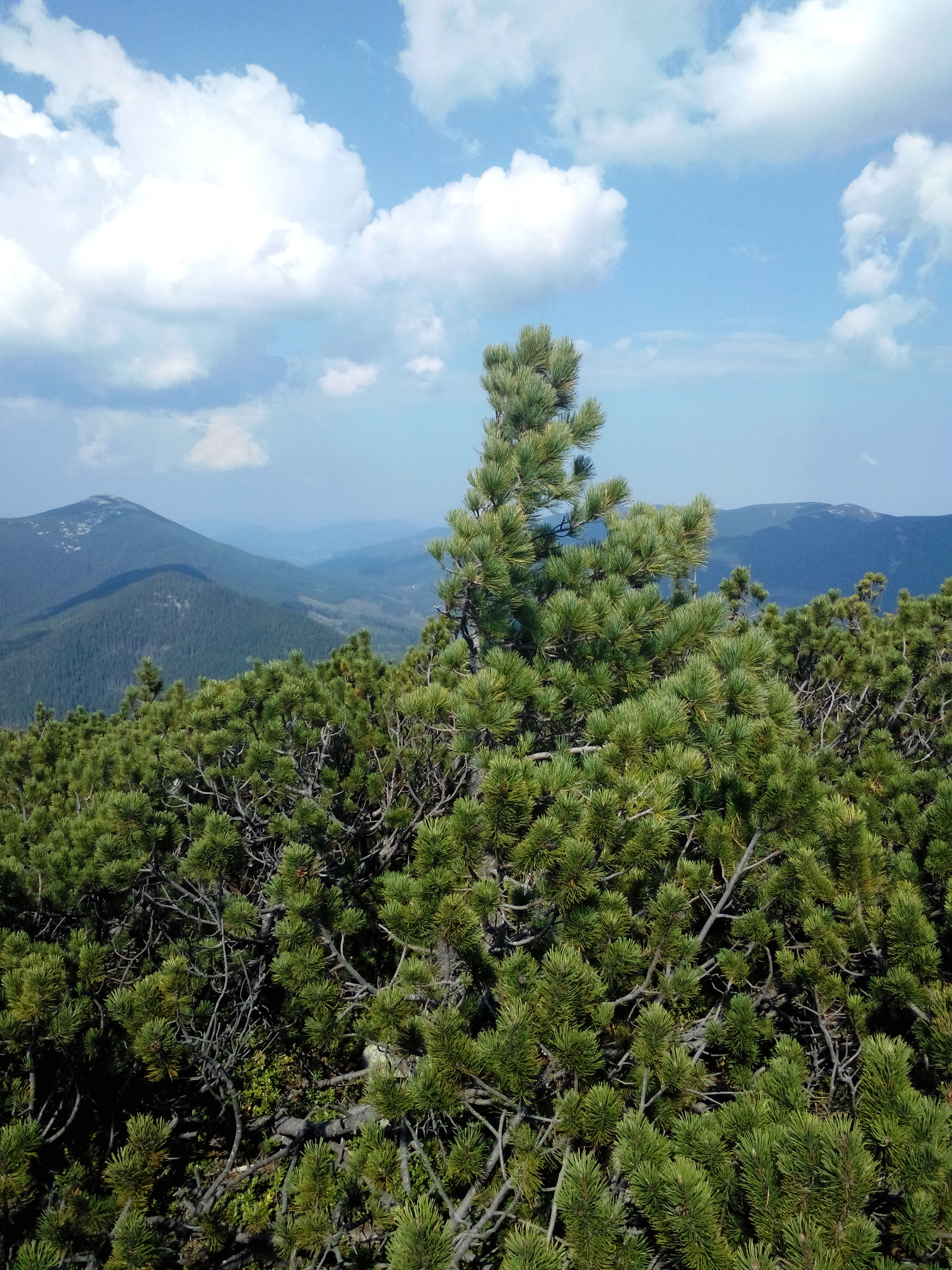
Кедр на вершині Яйко Перегінське

У справі збереження гірських лісів Карпат та створення в найцінніших масивах заповідних об'єктів важлива роль належить відомому польському ботаніку і природоохоронцеві, професору Владиславові Шаферу, а також митрополиту Андреєві Шептицькому. В листі від 26.03.1934 року управа митрополичих лісів повідомляє В. Шафера, що для збереження цінних пралісів сосни кедрової створюється заповідник «Яйце» на площі 255,12 га. Господарювання у резерваті треба було провадити за вказівками інженера В. Левицького з Дирекції державних лісів у Львові. 
Резерват «Яйце» мав юридичні підстави на існування, а саме: розпорядження міністра релігійних віросповідань та публічної освіти, рішення станіславівського воєводи від 30 травня 1934 року та 20 вересня 1934 року, а також рішення Президента Речі Посполитої від 24 червня 1927 року про охорону лісів, які не є власністю держави. 
У 1934 році з деревини кедрової сосни було збудовано оригінальну вхідну браму до резервату «Яйце»  

###### Брама
```
У 2019 р. існуюча вхідна брами впала від старості. Шляхом візуального порівняння особливостей деревини на згаданій конструкції та архівних фотоматеріалів, що виконав 
Василь Фіцак
, було зроблено висновок про їх тотожність. Дерево конструкції впалої брами має червонястий відтінок, що свідчить про її виготовлення з кедра чи модрини.
```

та мисливську хатину на перевалі між горою Яйком і горою Молодою. 12 серпня того ж року відбулося свято відкриття цього заповідника. Була відслужена урочиста літургія та проведена екскурсія до резервату, і його посвячення. Тепер він отримав офіційну назву — «Кедровий заповідник ім. митрополита Андрея Шептицького». Увечері відбулася наукова конференція, яку відкрив митрополит. Було заслухано промови голови Наукового товариства ім. Шевченка доктора В. Левицького та голови Польського товариства охорони природи професора В. Шафера. Науковий реферат з актуальних питань створення резерватів природи виголосив інженер А. П'ясецький. 

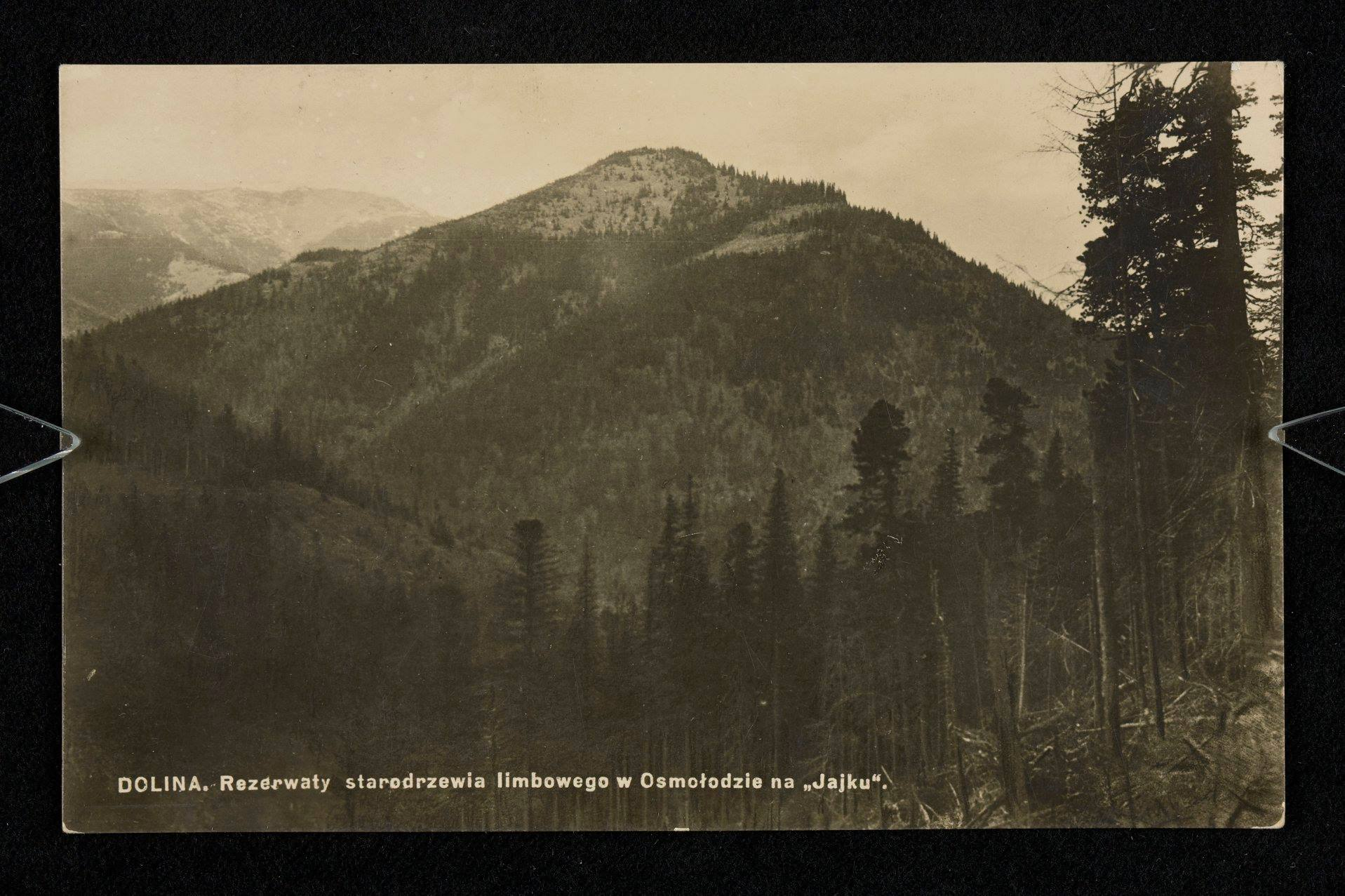
Вигляд на пн.сх схили г. Яйко Перегінське, орієнтовно у 1930-х рр

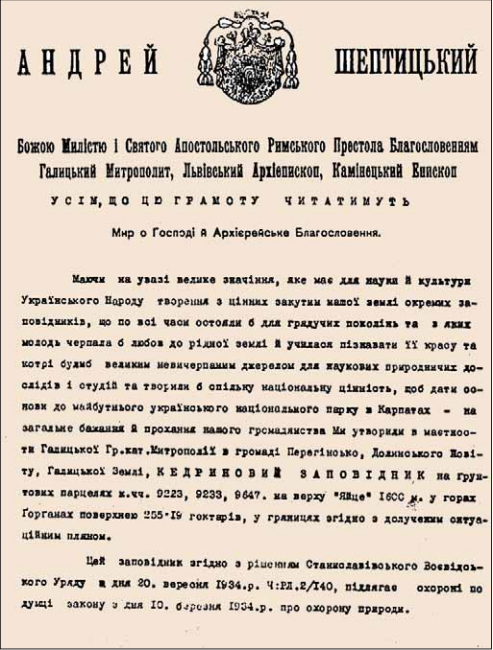
Грамота Андрея Шептицького на влаштування заповідника

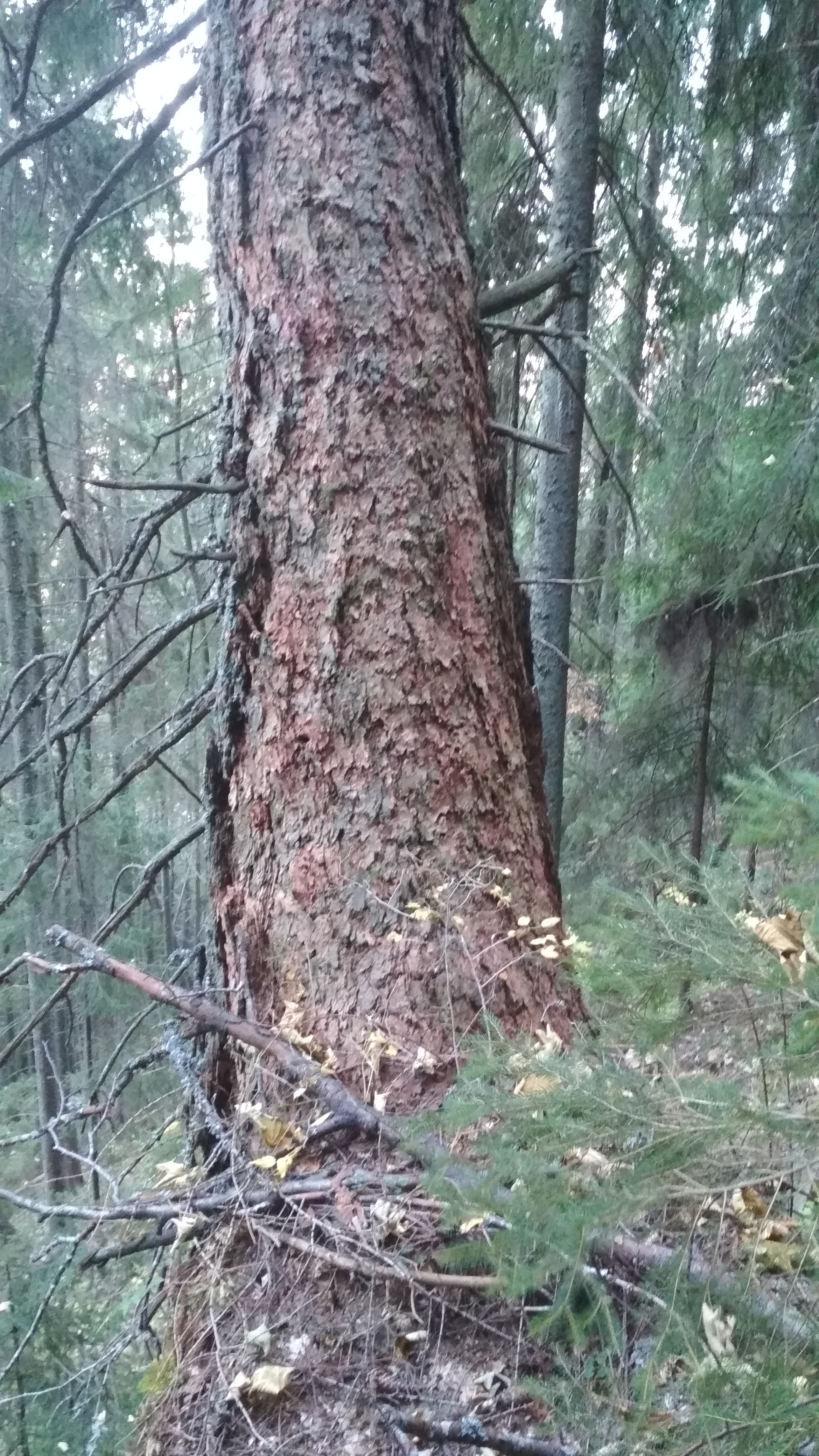
Модрина віком орієнтовно 100 років

Формальний акт, грамоту про створення резервату «Яйце», митрополит Андрей Шептицький видав 15 квітня 1935 року. Цим актом він передав його під опіку Науковому товариству ім. Шевченка у Львові з пропозицією, щоб воно повідомляло митрополію про стан наукових праць у резерваті й давало свої рекомендації у всіх важливих справах, що стосуються резервату. Водночас було затверджено «Приписи для відвідувачів кедрового заповідника», якими встановлено відповідний охоронний режим. Крім того, було створено «Загальний опис кедрового заповідника ім. митрополита Андрея Шептицького в Ґорґанах». У ньому наведено загальні відомості про природні комплекси резервату, зокрема вказано, що найнижча його точка була на висоті 921 м над рівнем моря в урочищі «Росохан» («Кота»), найвища — на вершині г. Яйце (1600 м над рівнем моря). 
Рослинні комплекси були представлені:

1. Лісостанами сосни кедрової з жерепом (сосна гірська) і невеликою домішкою смереки. Відзначено, що тут було багато різновікового підросту сосни кедрової.

2. Змішані ліси за участю смереки і сосни кедрової.

3. Чисто смерекові лісостани.

4. Карликові смеречини.

5. Жереп довкола вершини г. Яйце та лелеч (душекія зелена) у зворах.

6. Змішані кедрово-ялицево-смерекові лісостани за участю явора, ільма, бука (в урочищі «Росохан»).

7. Вітроломи. Дві ділянки. Виникли в густім кедрово-смерековім лісостані в жовтні 1926 року.
Фауна резервату була представлена 2-3 ведмедями, 20 оленями (8 самців). Були тут також рисі, дикі коти і свині, вовки, сарни (козулі), норки, видри, куниці, вивірки, готури, рябчики, канюки, соколи, чорні бузьки, чаплі та численне дрібне птаство. 
В кінці «Опису» передбачалась необхідність інвентаризації біологічного розмаїття як основного напряму наукових досліджень у заповіднику та підготовка монографії про його природу, рослинний і тваринний світ. Збереглася також карта заповідника.

## Догляд
У 2007 році Фундацією «Карпатські стежки» в рамках проекту Посольства Королівства Нідерландів в Україні було встановлено інформаційно-охоронні знаки (аншлаги). 2011 року у співпраці з Корпусом Миру в Україні та Фундації Раффорд було капітально відремонтовано мисливський будинок, попередник якого був збудований у 1930-х рр. як адміністрація Українського парку природи з ініціативи Андрея Шептицького і зруйнований, імовірно, в роки визвольної війни. Крім того, по периметру заказника було прочищено, промарковано та прознаковано екологічну стежку.